# Gymnogonos
Gymnogonos is een geslacht van neteldieren uit de  familie van de Corymorphidae.

## Soorten
- Gymnogonos ameriensis (Stepanjants, 1979)
- Gymnogonos antarcticus (Pfeffer, 1889)
- Gymnogonos cingulatus (Vanhöffen, 1910)
- Gymnogonos crassicornis Bonnevie, 1898
- Gymnogonos obvolutus (Kramp, 1933)
- Gymnogonos pacificus Stepanjants & Svoboda, 2008